# Jiří Paroubek

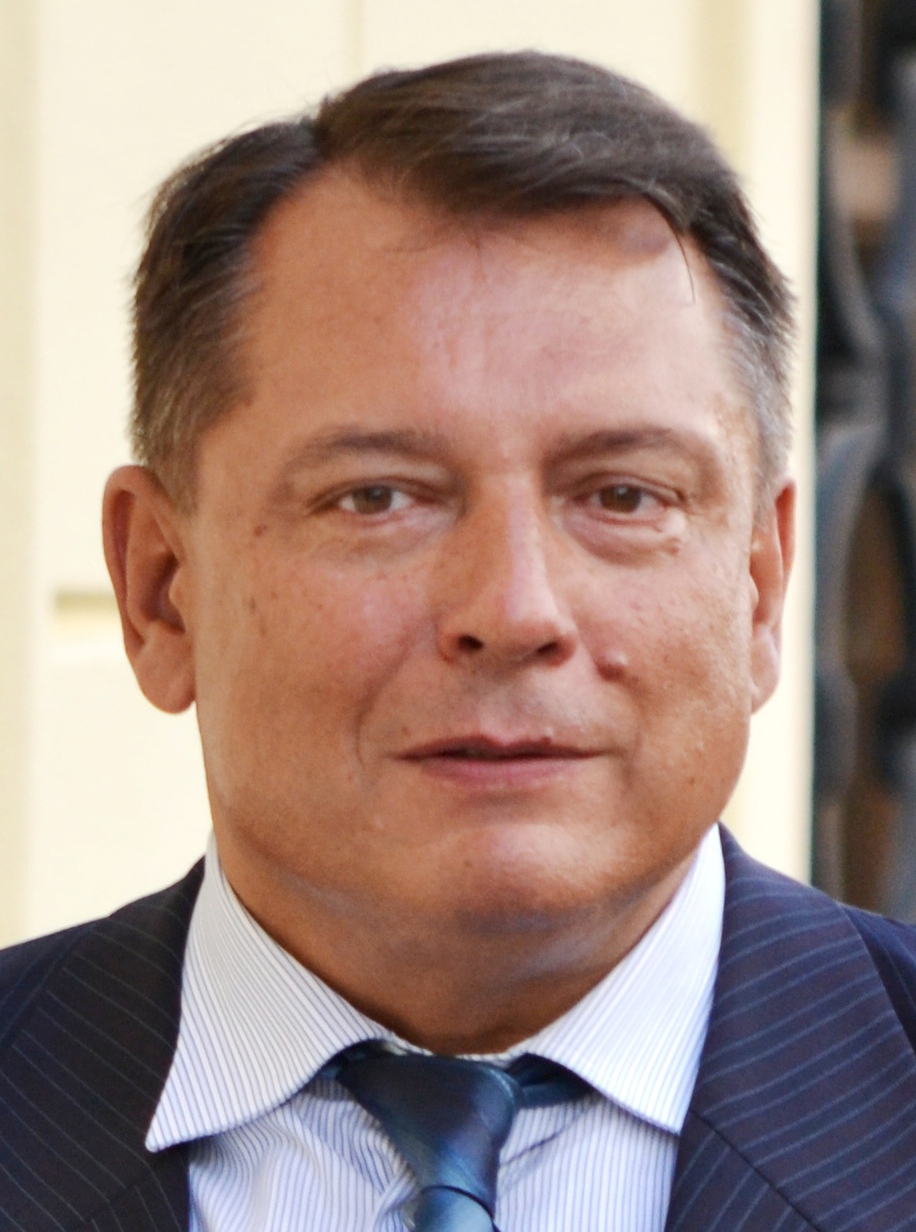
Jiří Paroubek (2013)

Jiří Paroubek [ˈjir̝iː ˈparoubɛk] (anhörenⓘ) (* 21. August 1952 in Olomouc) ist ein tschechischer Politiker. Er war von 2005 bis 2006 Ministerpräsident seines Landes sowie von 2006 bis 2010 Vorsitzender der Tschechische Sozialdemokratische Partei. 2011–2015 war er Vorsitzender der von ihm gegründeten Volkssozialisten – Linke des 21. Jahrhunderts. Seit 2024 ist er Vorsitzender der Partei Tschechische Souveränität der Sozialdemokratie.

## Leben
Nach dem Abschluss der Wirtschaftsuniversität Prag 1976 war er in leitender Funktion in mehreren Unternehmen als Betriebswirt tätig. Ab 1991 betreute er als selbständiger Unternehmensberater kleine und mittelständische Unternehmen. Seit 1993 ist er Herausgeber der sozialdemokratisch orientierten tschechischen Zeitschrift Trend.
Paraoubek war von 1979 bis 2007 mit seiner ersten Frau Zuzana verheiratet. Kurz nach der Scheidung heiratete er die Dolmetscherin Petra Kováčová. 2017 ließ sich auch dieses Paar scheiden. Paroubek lebt seitdem in einer Beziehung mit der ehemaligen ČSSD-Abgeordneten Gabriela Kalábková. Paroubek hat einen Sohn (* 1984) aus erster und eine Tochter (* 2009) aus zweiter Ehe. Er spricht neben Tschechisch auch Deutsch und Englisch.

## Politik
Paroubek war von 1970 bis 1986 Mitglied der Tschechoslowakischen Sozialistischen Partei, einer zur Nationalen Front gehörenden Blockpartei und somit ein Vorläufer der Volkssozialisten. Paroubek bekleidete in dieser Partei verschiedene Funktionen. Im November 1989 trat er der wiedergegründeten Sozialdemokratischen Partei bei und wurde bereits 1990 zu deren Zentralsekretär gewählt. Diesen Posten gab er im folgenden Jahr wieder ab, als er sich selbständig machte. 1993 kandidierte er erfolglos gegen Miloš Zeman um den Parteivorsitz der ČSSD. Im November 1998 wurde er stellvertretender Bürgermeister von Prag und zudem auch Stadtrat für Finanzen. Im Kabinett von Stanislav Gross wurde er im Juli 2004 Minister für die Regionen.
Nach Stanislav Gross’ Rücktritt vom Amt des Ministerpräsidenten nach nur wenigen Monaten aufgrund einer Immobilienaffäre am 25. April 2005 ernannte Staatspräsident Václav Klaus Paroubek zum Nachfolger und er restaurierte die unmittelbar vor Gross’ Rücktritt auseinandergebrochene Koalitionsregierung zwischen den Sozialdemokraten, der KDU-ČSL und der US-DEU. Am 13. Mai 2006 wurde er als Gross’ Nachfolger dann auch zum Vorsitzenden der sozialdemokratischen Partei ČSSD gewählt.
Bei den Wahlen zum Abgeordnetenhaus im Juni 2006 erzielte die ČSSD trotz der vorangegangenen Affären mit Paroubek als Spitzenkandidaten ein unerwartet gutes Ergebnis und konnte sogar leicht an Stimmen hinzugewinnen, insgesamt musste sie sich aber mit Platz 2 hinter der ODS zufriedengeben und hatte keine Mehrheit mehr für das bisherige Regierungsbündnis. Paroubek spekulierte auf eine von der kommunistischen KSČM tolerierte Fortsetzung der Regierung der Sozialdemokraten zusammen mit der KDU-ČSL. Da diese jedoch jegliche Zusammenarbeit mit den Kommunisten ablehnten, zerschlug sich diese Option. Aufgrund eines politischen Patts zwischen dem rechten und linken Lager im Parlament hätte nur eine Zusammenarbeit der Sozialdemokraten mit der ODS unter ihrem Vorsitzenden Mirek Topolánek für stabile politische Mehrheitsverhältnisse sorgen können. Der von Staatspräsident Klaus im September 2006 als Nachfolger Paroubeks ernannte neue Ministerpräsident Topolánek spekulierte daher auch auf den Abschluss eines Oppositionsvertrages mit den Sozialdemokraten. Er konnte jedoch bei Paroubek keine Zustimmung zu diesem Projekt finden und fiel daher in der Vertrauensfrage im Parlament durch. Erst Anfang 2007 gelang es Mirek Topolánek dann dank des Austritts von zwei Abgeordneten aus der Fraktion der ČSSD, doch noch mit der KDU-ČSL und der SZ eine Minderheitsregierung zu bilden, die sich im Parlament auf diese fraktionslos gewordenen Abgeordnete stützte. Paroubek musste sich nun endgültig mit dem Amt des Oppositionsführers zufriedengeben. Nach mehreren Versuchen schaffte es die ČSSD, die Regierung seines Widersachers im März 2009 durch einen Misstrauensantrag zu stürzen, da inzwischen zwei Abgeordnete der SZ wegen der Zustimmung der Regierung zum US-Raketenschild und einzelne dem EU-skeptischen Staatspräsidenten Václav Klaus nahestehende Abgeordnete der ODS wegen der Zustimmung Topoláneks zum Vertrag von Lissabon die Gefolgschaft aufgekündigt hatten und im von Paroubek initiierten Misstrauensantrag gegen Topolánek stimmten. Tschechien wurde danach von einer unabhängigen Expertenregierung unter Jan Fischer regiert, die sich im Parlament sowohl auf die ČSSD als auch auf das Lager der bisherigen Regierung stützte. Diese Expertenregierung sollte eigentlich nur bis zu vorgezogenen Wahlen im Oktober 2009 amtieren, diese vorgezogenen Neuwahlen wurden aber vom Verfassungsgericht der Tschechischen Republik als nicht mit der Verfassung vereinbar abgesagt, so dass die Regierung Fischer letztendlich bis zum regulären Wahltermin am 28./29. Mai amtieren musste.
Vor den Parlamentswahlen 2010 führte die ČSSD unter Paroubeks Führung souverän alle Umfragen an – zumal die ODS kurzfristig Mirek Topolánek durch Petr Nečas als Spitzenkandidaten ersetzte. Am Wahlabend wurden die Sozialdemokraten zwar auch wieder stärkste politische Kraft, gegenüber den letzten Parlamentswahlen hatten sie jedoch über 10 % der Stimmen verloren und es gab eine deutliche Mehrheit der rechten Parteien. Sie hatte daher keine reellen Machtoption. Paroubek trat daher noch am Wahlabend vom Vorsitz der Partei zurück und war ab sofort nur noch einfacher Abgeordneter. Am 7. Oktober 2011 trat Paroubek unter Mitnahme seinen Mandates aus der ČSSD aus, gleichzeitig gab er seinen Wiederbeitritt zu einer linksorientierten kleinen Partei des Namens „Tschechische National-Soziale Partei“ (ČSNS) bekannt, die nach dem Übertritt Paroubeks ihren heutigen Namen annahm und Paroubek zu ihrem Vorsitzenden wählte. Diese Partei vertritt heute sozialdemokratische bzw. sozialistische Positionen und setzt sich unter anderem für eine höhere Besteuerung von Besserverdienenden und die Einführung des Euro ein. Nachdem die Partei weder bei den Parlamentswahlen 2013 noch bei den Europawahlen 2014 Erfolg hatte, zog sich Paroubek 2015 vom Parteivorsitz zurück.
2017 beantragte Paroubek seine Wiederaufnahme in die ČSSD. Allerdings lehnte der dafür zuständige Ortsverband, dem er vor seinem Parteiaustritt angehört hatte, die Wiederaufnahme ab. 2018 bewarb sich Paroubek als parteiloser aber mit Unterstützung der örtlichen Sozialdemokraten in Ostrava erfolglos für ein Mandat im Senat des Parlaments der Tschechischen Republik. Mit 6,9 % der Stimmen schaffte er es nicht in die Stichwahl. 
2024 kehrte Paroubek abermals in die Politik zurück: Er schloss sich der nicht im Parlament vertretenen Partei "Tschechische Souveräne Demokratie" an. Diese übernahm von den Sozialdemokraten nach deren Umbenennung in "SOCDEM" deren bisheriges Kürzel "ČSSD". Paroubek wurde sogleich zu deren neuen Vorsitzenden dieser Kleinpartei gewählt. 

## Kritik

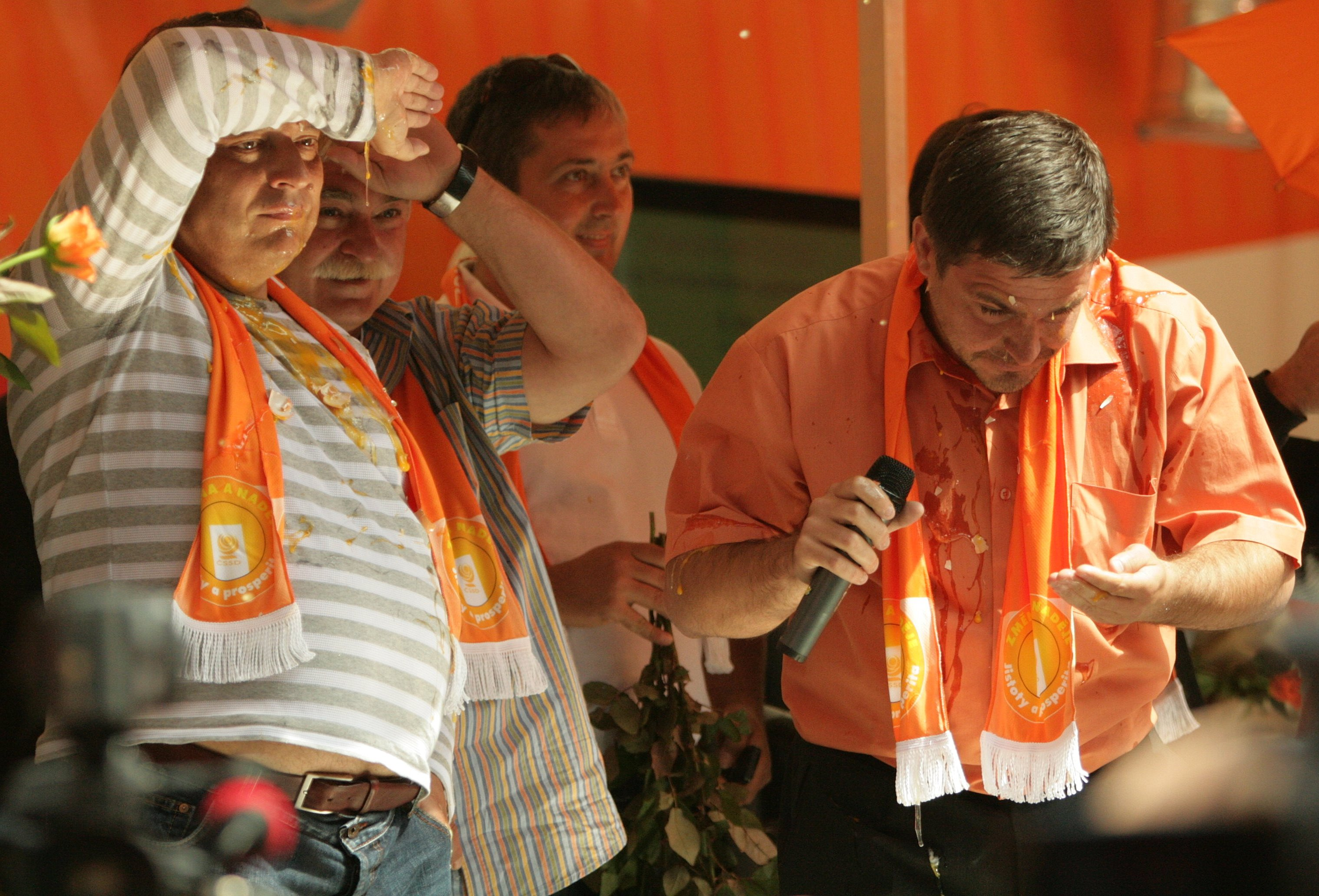
Wahlkampfveranstaltung in Prag: Parteichef Paroubek wurde mit mehreren hundert Eiern beworfen

In die Kritik geriet Jiří Paroubek durch die Verteidigung des umstrittenen Vorgehens der Polizei gegen Besucher des CzechTek-Festivals 2005, wobei er behauptete, die Maßnahmen seien nötig, um „gegen eine durch Drogen und Alkohol provozierte Welle der Gewalt“ und „gegen die Verbreitung von Aids, Gelbsucht und Salmonellen“ vorzugehen. Er behauptete zudem, die Besucher dieses Festivals seien „keine tanzenden Kinder, sondern gefährlich besessene Leute mit anarchistischen Neigungen“. Dies sei „politisch, soziologisch sowie auch polizeilich und nachrichtendienstlich perfekt dokumentiert“.
Auch sein Verhalten beim Sturz der Regierung Topolánek ist in der tschechischen Öffentlichkeit kritisiert worden. Denn dieser Sturz geschah während der tschechischen EU-Ratspräsidentschaft und spielte daher insbesondere dem EU-skeptischen Staatspräsidenten Václav Klaus in die Hände, dem Topoláneks Zustimmung zum Vertrag von Lissabon nicht zusagte. Paroubek wurde vorgeworfen, er habe seine persönlichen Machtinteressen allzu rücksichtslos und ohne die Beachtung der Interessen der Republik und der EU betrieben. Denn dank des Sturzes stand mitten auf dem Höhepunkt der Weltwirtschaftskrise nicht nur die Tschechische Republik ohne eine funktionierende Regierung da, auch galt Tschechien wegen dieses Sturzes auf EU-Ebene als größtmöglich blamiert.
Die abnehmende Popularität Paroubeks besonders unter der jungen Bevölkerung führte zu Protesten mit einer Serie von Eierwürfen auf Paroubek und andere Spitzenfunktionäre der ČSSD im Rahmen von Wahlkampfveranstaltungen zu den Europawahlen 2009. Nicht zuletzt war die geringe Popularität Paroubeks bei den Jungwählern der Grund für das verhältnismäßig schlechte Abschneiden der ČSSD bei den Parlamentswahlen 2010, infolge dessen er vom Parteivorsitz zurücktrat.

## Auszeichnungen
- Wenzel-Jaksch-Preis 2007
- Roter Bock 2008